# Дуб совета
Дуб совета — исторический дуб в индейской резервации голливудских семинолов в Холливуде (штат Флорида, США), на пересечении маршрута 441 (Стейт-Роуд 7) и Стерлинг-Роуд (англ. Stirling Road). Это было место для многих важных событий в истории племени семинолов во Флориде, по крайней мере, ещё в 1957 году. Некоторые из событий в начале XXI века включают празднование 25-й годовщины рождения индейских игр (2004 год), празднование 50-летия племени (2007 год) и подписание Договора об играх семинол (2010 год). Изображение дерева служит логотипом племени. Ресторан отеля Семинольский Отель Хард-Рок & Казино в Голливуде и Семинольский Отель Хард-Рок & Казино в Тампе назван в честь Дуба советаrn2015. Документы на покупку гостиницы, казино и содержания были подписаны под Дубом советаpurchase. 4 декабря 2012 года он был добавлен в Национальный реестр исторических мест США в качестве места Дуба совета на индейской резервации голливудских семинолов (англ. Council Oak Tree Site on the Hollywood Seminole Indian Reservation).